# Роґер Піттель
Роґер Піттель  (нім. Roger Pyttel, 8 травня 1957) — німецький плавець, олімпійський медаліст.

## Виступи на Олімпіадах
| Олімпіада     | Дисципліна                            | Місце     |
| ------------- | ------------------------------------- | --------- |
| Мюнхен 1972   | естафета 4 × 200 вільним стилем       | 2 h2 r1/2 |
| Мюнхен 1972   | плавання на 100 метрів, батерфляй     | 5 h1 r2/3 |
| Мюнхен 1972   | плавання на 200 метрів, батерфляй     | 3 h1 r1/2 |
| Монреаль 1976 | плавання на 100 метрів вільним стилем | 3 h1 r1/3 |
| Монреаль 1976 | естафета 4 × 200 вільним стилем       | 5         |
| Монреаль 1976 | плавання на 100 метрів, батерфляй     | 4         |
| Монреаль 1976 | плавання на 200 метрів, батерфляй     | 4         |
| Москва 1980   | плавання на 100 метрів, батерфляй     | 2         |
| Москва 1980   | плавання на 200 метрів, батерфляй     | 3         |
| Москва 1980   | комплексна естафета 4 × 100           | 4         |